# Комариха (Вологодская область)
Комариха — населённый пункт (тип: железнодорожная станция) в Кадуйском районе Вологодской области. Входит в состав городского поселения посёлок Хохлово

## География
Примыкает с юго-востока к бывшему посёлку Переброды (микрорайон посёлка Хохлово)

## Население
| 2010 | 2011 | 2012 | 2013 | 2014 | 2015 |
| ---- | ---- | ---- | ---- | ---- | ---- |
| 7    | ↗10  | ↘9   | →9   | ↘7   | →7   |
| 2016 | 2017 | 2018 | 2019 | 2020 | 2021 |
| ↗8   | ↗9   | ↘8   | →8   | ↘7   | ↘0   |

По переписи 2002 года население — 7 человек.

## Инфраструктура
Путевое хозяйство. Действует железнодорожная платформа Комариха.

## Транспорт
Автомобильный и железнодорожный транспорт.
В пешей доступности автодорога 19-226 ОПРЗ 19К-015.